# Psychotria pluriceps
Psychotria pluriceps är en måreväxtart som beskrevs av Paul Carpenter Standley. Psychotria pluriceps ingår i släktet Psychotria och familjen måreväxter. Inga underarter finns listade i Catalogue of Life.